# Пелецифора
Пелецифора (лат. Pelecyphora) — род кактусов (Cactaceae).

## Таксономия и этимология
Род Пелецифора описал в 1843 году Карл Август Эренберг (нем. Carl August Ehrenberg) по экземпляру, доставленному из Мексики в 1839 году. Данное им название связано с особенностями строения растений описанного им вида: сосочки Pelecyphora aselliformis по форме напоминают вытянутые зёрна кофе или обоюдоострые топорики (др.-греч. pelecys — «топорик» и др.-греч. phore — «нести»). 
Род рассматривали как монотипный до 1935 года, когда два специалиста по кактусам, чех Альберто Войтех Фрич и немец Эрнст Шелле, отнесли к Пелецифорам ещё один вид — Pelecyphora strobiliformis, описанный в 1927 году Эрихом Вердерманном в роде Ariocarpus.
- Pelecyphora aselliformis C.Ehrenb., 1843
- Pelecyphora strobiliformis (Werderm., 1927)

По последним обновленным данным на 2023 год, филогенетические исследования привели к пересмотру классификации родов Эскобария и Корифанта. В результате этих исследований все виды рода Эскобария, а также один вид рода Корифанта (Coryphantha macromeris), были перемещены в род Пелецифора. Это привело к значительному расширению рода Пелецифора с двух первоначальных видов до 20 видов.